# 贴毛箭竹
贴毛箭竹（学名：Fargesia adpressa）为禾本科箭竹属下的一个种。

## 扩展阅读
- 維基物種上的相關：贴毛箭竹